# Krišjānis Rēdlihs
Krišjānis Rēdlihs (født 15. januar 1981 i Riga i Lettiske SSR) er en lettisk ishockeyspiller, der spiller som forvarsspiller for Dinamo Riga i Kontinental Hockey League.
Rēdlihs begyndte sin spillerkarriere ved at spille for HK Liepājas Metalurgs i den Lettiske Ishockeyliga og Østeuropæiske Ishockeyliga. I 2002 deltog han uventet for Letlands ishockeylandshold under VM i ishockey 2002. Efter VM blev Rēdlihs udvalgt under NHL Entry Draft i 2002 af New Jersey Devils  i den 5. runde af 154 runder. Han har spillet for Albany River Rats, den American Hockey League-affilierede til New Jersey Devils siden da. I 2006 blev Rēdlihs kortvarigt kaldt op fra Albany til New Jersey Devils, men ikke spille for Devils. Han har spillet for det lettiske landshold under tre VM og under Vinter-OL 2006.
Krišjānis Rēdlihs har tre brødre – to af dem er også professionelle ishockeyspillere – Jēkabs Rēdlihs og Miķelis Rēdlihs.